# 中村明 (技術者)
中村 明（なかむら あきら、1951年6月2日- ）は、日本の技術者。九州電力上席執行役員・原子力発電本部副本部長。

## 経歴
大分県出身。九州大学大学院工学研究科修了。1977年、九州電力入社。原子力管理部課長（環境広報担当）、玄海原子力発電所次長（運転管理担当）、原子力管理部長などを歴任。2008年6月、執行役員・原子力管理部長。2011年6月、上席執行役員・原子力発電本部副本部長。